# Ніколенко Анатолій Миколайович
Анатолій Миколайович Ніколенко (27 березня 1947) — народний депутат України 1-го скликання.
Українець, одружений.
Освіта: Дніпропетровський сільськогосподарський інститут, вчений-агроном-економіст.
Народний депутат України 1-го скликання з грудня 1992 (2-й тур) до квітня 1994, Бердянський виборчій округ № 189, Запорізька область. Член Комісії з питань економічної реформи та управління народним господарством.
Директор сільськогосподарського підприємства "Агрофірма «Росія», Бердянський район.

## Нагороди та відзнаки
- Відзнака Президента України — ювілейна медаль «25 років незалежності України» (2016).[2]